# Benjamin Osgood Peirce
Benjamin Osgood Peirce (Beverly (Massachusetts), 11 de fevereiro de 1854 — Cambridge (Massachusetts), 14 de janeiro de 1914) foi um matemático estadunidense.
Foi detentor da Cátedra Hollis de Matemática e Filosofia Natural na Universidade Harvard, de 1888 até morrer em 1914. Foi presidente da American Physical Society em 1913.